# Wir haben gar kein Auto
Wir haben gar kein Auto ist ein deutscher Fernsehfilm aus dem Jahr 2012. Die Filmkomödie basiert auf dem von Jutta Speidel und Bruno Maccallini geschriebenen Sachbuch Wir haben gar kein Auto ...: mit dem Rad über die Alpen aus dem Jahr 2009.

## Handlung
Der Italiener Bruno und seine Lebensgefährtin, die Geschäftsfrau Jutta, planen eine Radtour auf dem Via Claudia Augusta (Radweg) von München nach Meran. Bruno hat sich in einem Fahrradgeschäft eine moderne Helmkamera ausgeliehen, die er für das Geschäft testen will. Jutta ist davon nicht so begeistert und will die Landschaft lieber „live“ genießen. Schon zu Beginn der Reise lernt Jutta den Hotelbesitzer Axel Hartmann kennen, der sie aus einer Fachzeitschrift kennt und der ihr anbietet, ihr Wellnesskonzept mit in seine Hotelkette zu integrieren. Bruno gefällt das gar nicht, schließlich wollten sie im Urlaub die Arbeit einmal vergessen. Ein wenig eifersüchtig ist er aber auch – auf den gut aussehenden Axel.
Während der romantischen Radtour will Bruno Jutta beichten, dass er bereits vor Wochen seinen Job verloren hat. Auch Jutta will ihm während der einwöchigen Reise ein Geheimnis anvertrauen. Nachdem ihre erste Übernachtung anders ausfällt als geplant, denn die vorgesehene Gaststätte hat Ruhetag, kommt für Juttas Anliegen keine romantische Stimmung auf. Nicht nur, dass sie als Notunterkunft die Scheune eines Bauern wählen mussten, platzt hier auch noch die Radwanderin Marga Hoppenrieder herein, die in ihrem überschwänglichen Redeschwall jegliche Zweisamkeit zunichtemacht. Zudem scheint Marga auch noch Gefallen an dem feschen Bruno zu finden und so machen sich Jutta und Bruno gleich am frühen Morgen ohne Abschied aus dem Staub. Während der sonnige Tag die Weiterreise sehr angenehm gestaltet und selbst ein kleiner Regenguss die beiden nicht aus der Urlaubsstimmung bringt, macht ihnen ein unfreiwilliges Bad in einem See weniger Freude. Erleichtert über das schöne Zimmer, das Bruno als Übernachtung vorgeplant hatte, gesteht Jutta ihm nun ihren Plan, ihr Geschäft um eine Filiale zu erweitern und einen Kredit aufzunehmen. Bruno ist verärgert, weil seine Frau das bereits vor Wochen entschieden hat, ohne ihn mit einzubeziehen. Das romantische Abendessen stimmt dann beide zwar wieder friedlich, aber eine ausgelassene Kegeltruppe stört Bruno derart, dass er den Raum verlässt und Jutta nun allein speisen muss. Zur Versöhnung bringt sie ihm aber einen Teller Essen mit aufs Zimmer, wo Bruno gerade seine Videos durchsieht, die er mit der Helmkamera gemacht hat. Durch ein Missgeschick schickt er versehentlich alle – auch die peinlichen vom unfreiwilligen Bad im See – an den Händler des Fahrradgeschäfts. Dieser findet das so amüsant, dass er es sogar im Internet veröffentlicht und auch auf einer Großleinwand in seinem Geschäft zeigt.
Bruno und Jutta legen derweil einen Teil ihrer Route mit einem Shuttlebus (mit Fahrradanhänger) zurück. Dummerweise hatte auch Marga Hoppenrieder diese Idee und geht den beiden erneut mit ihrem Redeschwall gehörig auf die Nerven. Von Marga erfährt Bruno allerdings, dass er mit Jutta unfreiwillig im Internet zu sehen ist. Sofort ruft er den Fahrradhändler an, der ihn jedoch auf das Kleingedruckte in ihrem Vertrag aufmerksam macht.
Nach einer Reifenpanne treffen Bruno und Jutta zufällig auf Axel Hartmann, der sie beide und ihre Räder in sein Auto lädt und zur nächsten Pension bringt. Bruno ist klar, dass dies nicht nur reine Hilfsbereitschaft war, sondern dass Axel auf Jutta Eindruck machen wollte. Aber auch Bruno kann seine Frau beeindrucken, denn er hat in der Pension ein ganz besonderes Zimmer reservieren lassen. Hier gelingt es ihm endlich Jutta seine Arbeitslosigkeit zu gestehen, doch er bemerkt nicht, dass sie bereits vor Erschöpfung eingeschlafen ist und nun gar nichts mitbekommen hat. So erfährt Jutta diese Neuigkeit von anderer Stelle und ist nun aufs höchste verärgert. Sie zweifelt, ob sie ihrem Bruno noch richtig vertrauen kann, wenn er so etwas Wichtiges wochenlang vor ihr verheimlicht hat. Etwas verstimmt setzen sie ihre Tour fort. Als sie den Reschenpass erreichen, verirren sie sich auch noch und müssen im Freien übernachten. Beim Versuch ein Lagerfeuer zu machen, kommen sie mit dem Gesetz in Konflikt und ein italienischer Beamter schafft die beiden zur Polizeiwache. Damit sie nicht die Nacht in der Zelle verbringen müssen, ruft Jutta Axel an, der sie aus ihrer misslichen Lage befreit. Von ihm erfährt nun auch Jutta von dem peinlichen Video im Internet. Im Streit trennt sie sich von Bruno und fährt mit Axel in eines seiner Hotels. Auch wenn sie sich nun mal richtig verwöhnen lassen kann, hat sie doch Kummer, denn Bruno fehlt ihr. Dieser trifft erneut auf Marga und kann nur mit Mühe ihren Nachstellungen entgehen. Denn auch er hat nur Sehnsucht nach seiner Jutta.
Juttas Freundin Uschi, die während ihrer Abwesenheit ihre Blumen gießen soll, macht sich Sorgen, als sie keinen Telefonanschluss mehr bekommt. Kurzentschlossen reist sie mit ihrem Mann Christian den beiden hinterher. In Italien hat sie dann endlich wieder Empfang und findet Jutta in Axels Hotel. Zusammen machen sie sich auf die Suche nach Bruno. Sie finden ihn in der kleinen Kapelle, in der sich Bruno und Jutta kennengelernt hatten. Beide zweifeln nun nicht mehr an ihrer Liebe zueinander und versöhnen sich.

## Kritiken
Das Lexikon des internationalen Filmss beschreibt die „Komödie als harmlos-amüsante Unterhaltung nach einem Roman der beiden Hauptdarsteller.“
Die Fernsehzeitschrift TV Spielfilm urteilte: „Für die Verfilmung seines Reiseberichts trat das Paar noch einmal in die Pedale und bekam reichlich Ballast in die Satteltaschen gestopft: überflüssige Rahmengeschichten, Anekdötchen mit lieblos entworfenen Figuren und Gags, aus denen die Luft seit Jahrzehnten raus ist. Wer hier lacht, fordert auch Helmpflicht für Fußgänger.“
„Wir haben gar kein Auto“ würde „eine Idee auf 90 Minuten“ dehnen, schrieb Rainer Tittelbach von tittelbach.tv. Er fragte zudem: „Ist das das Comeback des Italienurlaubsfilms der 50er/60er Jahre? Die ZDF-Komödie sieht aus wie ein Schlagerfilm (fast) ohne Schlager, wie ein Reisefilm (fast) ohne Auto, wie eine Komödie (fast) ohne einen einzigen guten Witz, wie ein Beziehungsfilm ohne eine wirklich ernstzunehmende Beziehung, wie ein Vehikel für eine (oft überzeugende) Schauspielerin, ohne dass hier gespielt werden müsste. Die Entscheidung für den Partner kommt am Ende nicht aus der Geschichte, sondern aus dem Herzen. Das wird dem Film Zuschauer bringen. Erfolgreich waren schließlich auch jene Schlagerfilmchen. Den Film macht es nicht besser.“

## Veröffentlichung
Die Literaturverfilmung wurde am 4. November 2012 im ZDF ausgestrahlt, wobei sie von 7,47 Millionen Zuschauern gesehen wurde. Damit gehörte sie zu den erfolgreichsten Fernsehfilmen im deutschen Fernsehen 2012. Die DVD-Veröffentlichung ist seit dem 7. Dezember 2012 erhältlich.

## Fortsetzungen
Der Film wurde 2013 mit Wir haben gar kein’ Trauschein und 2015 mit Zwei Esel auf Sardinien fortgesetzt.